# Майсснер, Кимми
Кимберли Клэр (Кимми) Майсснер (встречается Мейсснер, англ. Kimberly Claire «Kimmie» Meissner; род. 4 октября 1989 года в Таусоне, штат Мэриленд) — американская фигуристка, выступавшая в одиночном катании, чемпионка мира 2006 года, победительница чемпионата Четырёх континентов 2007 года и чемпионка США 2007 года.
Кимми владеет сложным прыжком — тройной аксель. На соревнованиях она исполнила его только однажды: на чемпионате США 2005 года.

## Биография
Кимми самая младшая и единственная дочь из четырёх детей своих родителей.
В 2007 году она поступила в Делавэрский университет на факультет бизнеса.

### Карьера
Кимми начала кататься на коньках в возрасте шести лет вслед за старшим братом, который играл в хоккей.

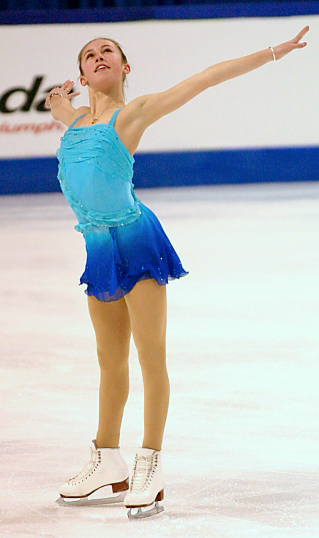
На чемпионате мира среди юниоров 2005 года

В сезоне 2002—2003 Кимберли выиграла чемпионат США среди детей. В следующем сезоне она уже выиграла чемпионат США среди юниоров и отправилась на чемпионат мира среди юниоров, где стала второй.
В 2005 году на своём первом «взрослом» чемпионате США она стала третьей, кроме прочего исполнив сложнейший прыжок тройной аксель. На чемпионате мира среди юниоров она стала только четвёртой.
В 2006 году Кимми на чемпионате США уже вторая. Это дало ей право представлять США на зимних Олимпийских играх в Турине, где она шестая. При этом Кимми была самой молодой спортсменкой в команде США на этой Олимпиаде.
На последующем после Олимпиады чемпионате мира Кимми в произвольной программе, удачно используя правила Новой системы, выполнила семь тройных прыжков, в том числе дважды каскад из двух тройных прыжков, и выиграла этот турнир. Майсснер стала второй фигуристкой после Кристи Ямагучи, которая выиграла чемпионат мира раньше, чем национальный чемпионат. Кроме того, она вторая фигуристка после Оксаны Баюл, которая выиграла свой дебютный чемпионат мира. В следующем году Кимми выигрывает чемпионат США, затем чемпионат Четырёх континентов, но становится только четвёртой на чемпионате мира.

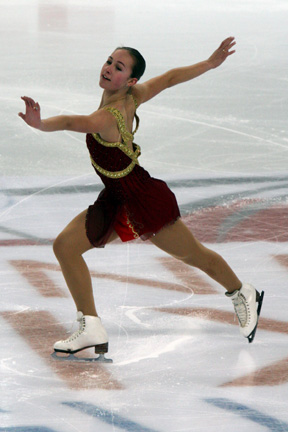
На финале Гран-при 2007—2008

После громких побед последовал спад. Майсснер впервые в карьере прошла отбор в финал Гран-при сезона 2007—2008, выиграв турнир «Skate America» и став второй на «Trophée Eric Bompard». Однако в финале Кимми заняла только шестое, последнее, место. А в чемпионате США и вовсе становится только седьмой. Так как четыре спортсменки, занявшие более высокие места, не имели права участвовать во взрослом чемпионате мира из-за возрастных ограничений ИСУ, то Кимми получила право представлять США на этом турнире и заняла там седьмое место.
Ещё в начале того сезона после провального выступления на чемпионате США Кимми сменила тренера и переехала во Флориду к Ричарду Каллагану.
Однако кризис продолжился. В сезоне 2008—2009 Кимми не попадает в финал Гран-при, став восьмой на обоих этапах серии, в которых участвовала: «Skate America» и «Cup of Russia». В январе 2009 года Кимми объявила о своём отказе от участия в чемпионате США из-за травмы и соответственно не попала на последующие соревнования.
В следующем сезоне до начала серии Гран-при, на которой Майсснер была заявлена на этапы «Rostelecom Cup» и «NHK Trophy», на тренировке спортсменкой была получена травма колена. После нескольких недель процедур и лечения она начала снова работать над тройными прыжками, но была в состоянии исполнять только тулуп, сальхов и риттбергер, в то время как попытки исполнения лутца и флипа причиняли ей сильную боль. После консультаций с врачами и в целях предотвращения осложнений травмы Кимми приняла решение сняться с этапов Гран-при.

### Спортивные достижения
| Event                                | 2002—2003 | 2003—2004 | 2004—2005 | 2005—2006 | 2006—2007 | 2007—2008 | 2008—2009 |
| ------------------------------------ | --------- | --------- | --------- | --------- | --------- | --------- | --------- |
| Зимние Олимпийские игры              |           |           |           | 6         |           |           |           |
| Чемпионаты мира                      |           |           |           | 1         | 4         | 7         |           |
| Чемпионаты четырёх континентов       |           |           |           |           | 1         |           |           |
| Чемпионаты мира среди юниоров        |           | 2         | 4         |           |           |           |           |
| Чемпионаты США                       | 1N.       | 1J.       | 3         | 2         | 1         | 7         |           |
| Финалы Гран-при                      |           |           |           |           |           | 6         |           |
| Этапы Гран-при: Skate America        |           |           |           |           | 2         | 1         | 8         |
| Этапы Гран-при: Cup of Russia        |           |           |           |           |           |           | 8         |
| Этапы Гран-при: Trophée Eric Bompard |           |           |           | 5         | 3         | 2         |           |
| Этапы Гран-при: NHK Trophy           |           |           |           | 5         |           |           |           |
| Финалы юниорского Гран-при           |           | 5         | 3         |           |           |           |           |
| Этапы юниорского Гран-при, США       |           |           | 2         |           |           |           |           |
| Этапы юниорского Гран-при, Франция   |           |           | 2         |           |           |           |           |
| Этапы юниорского Гран-при, Словения  |           | 1         |           |           |           |           |           |
| Этапы юниорского Гран-при, Болгария  |           | 2         |           |           |           |           |           |
| Triglav Trophy                       | 3N.       |           |           |           |           |           |           |

- N = детский уровень; J = юниорский уровень